# یواس‌اس وودورث (دی‌دی-۴۶۰)
یواس‌اس وودورث (دی‌دی-۴۶۰) (به انگلیسی: USS Woodworth (DD-460)) یک کشتی بود که طول آن ۳۴۷ فوت ۹ اینچ (۱۰۵٫۹۹ متر) بود. این کشتی در سال ۱۹۴۱ ساخته شد.